# Kaiser der Qing-Dynastie
| 清朝 • Qīng-Dynastie |                            |               | |                     |                          |
| Name1 | Postumer Titel2 (Kurzform) | Tempelname2   | Regierungsdevise bzw. Äraname3 Chinesisch, Mandschu                                                                              | Regierungszeit      | Im Westen bekannter Name |
| Nurhaci 努爾哈赤 Nǔ’ěrhāchì | Gāodì 高帝                 | Tàizǔ 太祖    | Tiānming 天命 Abkai fulingga ᠠᠪᡴᠠᡳ ᡶᡠᠯᡳᠩᡤᠠ („Von Gottes Gnaden“)                                                                 | 1616–16264          | Nurhaci                  |
| Huáng Tàijí5 皇太极 | Wéndì 文帝                 | Tàizōng 太宗  | Tiāncōng 天聰 Abkai sure 1627–1636; ᠠᠪᡴᠠᡳ ᠰᡠᡵᡝ („Durch Gott Kluger“) Chóngdé 崇德 Wesihun erdemungge 1636–1643 ᠸᡝᠰᡳᡥᡠᠨ ᡝᡵᡩᡝᠮᡠᠩᡤᡝ | 1626–1643           | Huáng Tàijí              |
| Fúlín 福臨 | Zhāngdì 章帝               | Shìzǔ 世祖    | Shùnzhì />順治 Ijishūn dasan ᡳᡪᡳᠰᡥᡡᠨ ᡩᠠᠰᠠᠨ („[dem Himmel] folgsame Regierung“)                                                   | 1643–16616          | Shùnzhì                  |
| Xuányè 玄燁 | Réndì 仁帝                 | Shèngzǔ 聖祖  | Kāngxī 康熙 Elhe taifin ᡝᠯᡥᡝ ᡨᠠᡳᡶᡳᠨ („Gesunder Weltfrieden“)                                                                     | 1661–1722           | Kāngxī                   |
| Yìnzhēn 胤禛 | Xiàndì 憲帝                | Shìzōng 世宗  | Yōngzhèng 雍正 Hūwaliyasun tob ᡥᡡᠸᠠᠯᡳᠶᠠᠰᡠᠨ ᡨᠣᠪ („Harmonische Geradheit“)                                                         | 1722–1735           | Yōngzhèng                |
| Hónglì 弘曆 | Chúndì 純帝                | Gāozōng 高宗  | Qiánlóng 乾隆 Abkai wehiyehe ᠠᠪᡴᠠᡳ ᠸᡝᡥᡳᠶᡝᡥᡝ („Durch Gott Unterstützter“)                                                         | 1735–1796 († 1799)7 | Qiánlóng                 |
| Yóngyǎn 顒琰 | Ruìdì 睿帝                 | Rénzōng 仁宗  | Jiāqìng 嘉慶 Saicungga fengšen ᠰᠠᡳᠴᡠᠩᡤᠠ ᡶᡝᠩᡧᡝᠨ („Vielversprechendes Heil“)                                                       | 1796–1820           | Jiāqìng                  |
| Mínníng 旻寧 | Chéngdì 成帝               | Xuānzōng 宣宗 | Dàoguāng 道光 („Vernunft und Licht“) Doro eldengge ᡩᠣᡵᠣ ᡝᠯᡩᡝᠩᡤᡝ                                                                  | 1820–1850           | Dàoguāng                 |
| Yìzhǔ 奕詝 | Xiǎndì 顯帝                | Wénzōng 文宗  | Xiánfēng 咸豐 („Allgemeines Wohlergehen“) Gubci elgiyengge ᡤᡠᠪᠴᡳ ᡝᠯᡤᡳᠶᡝᠩᡤᡝ („Ganze Fülle“)                                       | 1850–1861           | Xiánfēng                 |
| Zǎichún 載淳 | Yìdì 毅帝                  | Mùzōng 穆宗   | Tóngzhì 同治 („Gemeinsame Ordnung“) Yooningga dasan ᠶᠣᠣᠨᡳᠩᡤᠠ ᡩᠠᠰᠠᠨ                                                               | 1861–18748          | Tóngzhì                  |
| Zǎitián 載湉 | Jǐngdì 景帝                | Dézōng 德宗   | Guāngxù 光緒 („Glanzvoller Verlauf“) Badarangga doro ᠪᠠᡩᠠᡵᠠᠩᡤᠠ ᡩᠣᡵᠣ („Wachsende Herrschaft“)                                     | 1874–19088          | Guāngxù                  |
| Pǔyí 溥儀 auch bekannt als Henry | keiner                     | keiner        | Xuāntǒng 宣統 Gehungge yoso ᡤᡝᡥᡠᠩᡤᡝ ᠶᠣᠰᠣ („Klare Grundgesetze“)                                                                  | 1908–1912 († 1967)9 | Pǔyí                     |
| 1 Der Familienname der Qing war Aisin Gioro (愛新覺羅 – Aìxīnjuéluó), jedoch war es bei den Mandschu nicht üblich, den Familien- oder Clannamen in den Namen einer Person aufzunehmen. |                            |               | |                     |                          |
| 2 Postumer Titel und Tempelname werden häufig von mehr als einem Kaiser von verschiedenen Dynastien getragen. Deshalb wird diesen Namen normalerweise der Name der Dynastie vorangestellt. So nennt man Kaiser Qianlong häufig auch Qing Gaozong. |                            |               | |                     |                          |
| 3 Die Regierungsdevise diente zur Jahresbestimmung in der jeweiligen Herrschaftszeit eines Kaisers und war so etwas wie ein Motto, unter das die Herrschaft gestellt wurde, dementsprechend wird sie im Westen häufig als Äraname bezeichnet. Vor der Ming-Zeit hatten die meisten, während der Ming nur Kaiser Chengzu zwei oder mehrere Regierungsdevisen. Die Qing-Herrscher hatten alle nur jeweils eine Regierungsdevise, weshalb diese fälschlicherweise häufig als Kaisername gebraucht wird.                                           |                            |               | |                     |                          |
| 4 Nurhaci gründete die Jīn-Dynastie bzw. Spätere Jīn-Dynastie im Jahre 1616, sein Sohn Huáng Tàijí änderte 1636 den Namen in Qīng-Dynastie ab. Nurhaci hatte den Regierungsnamen Tiānming, seine Qīng-Titel wurden postum vergeben. |                            |               | |                     |                          |
| 5 Huáng Tàijí (皇太極) ist auch unter „Hóng Tàijí“ (洪太極) bekannt, in manchen historischen Büchern hat er fälschlicherweise den Namen Abahai (阿巴海). |                            |               | |                     |                          |
| 6 Kaiser Shùnzhì war der erste Qīng-Kaiser, der nach der Einnahme Pekings 1644 ganz China regierte. |                            |               | |                     |                          |
| 7 Kaiser Qiánlóng gab sein Amt offiziell im Jahr 1796 ab und war danach gewissermaßen Kaiser im Ruhestand (太上皇帝). Er tat dies, um seinem Großvater, Kaiser Kāngxī, die Ehre zu zeigen und nicht länger zu regieren als er. Er blieb jedoch die oberste Macht im Staat bis zu seinem Tod 1799. Erst ab da begann sein Sohn, Kaiser Jiāqìng, die Macht im eigenen Namen auszuüben. |                            |               | |                     |                          |
| 8 Kaiserinwitwe Cíxǐ, Konkubine von Kaiser Xiánfēng und Mutter von Kaiser Tóngzhì, Adoptivmutter von Kaiser Guāngxù, benutzte ihre außerordentlichen Fähigkeiten der politischen Manipulation, um zur eigentlichen Machtzentrale zu werden. Sie regierte praktisch von 1861 bis zu ihrem Tod 1908. Sie war Regentin, als die beiden jungen Kaiser noch minderjährig waren und verbannte Kaiser Guāngxù in den Sommerpalast, als er 1898 versuchte, Reformen durchzusetzen. Der Tod Guāngxùs wurde am Tag vor ihrem eigenen Tod bekanntgegeben. |                            |               | |                     |                          |
| 9 Die Qīng-Dynastie wurde im Jahr 1911 gestürzt. Kaiser Pǔyí wurde erst am 12. Februar 1912 zur Abdankung gezwungen. Pǔyí war in der Folge zwischen 1932 und 1945 Oberhaupt des von Japan kontrollierten Kaiserreiches Mandschukuo. |                            |               | |                     |                          |